# Deoksugung
Deoksugung ( hangul: 덕수궁; hanja: 德壽宮   ), também chamado de Palácio Deoksu ou Palácio Deoksugung, é um antigo palácio real em Seul, Coreia do Sul, o primeiro palácio do Império Coreano de 1897-1910, e agora uma grande atração turística. Possui uma mistura de arquitetura tradicional coreana e ocidental que reflete sua história. Dentro do palácio estão o Museu de História do Império Daehan e o Museu Nacional de Arte Moderna e Contemporânea, filial Deoksugung.
O palácio foi usado pela primeira vez como um palácio temporário pelo Rei Seonjo durante a Guerra Imjin de 1592–1598, quando os outros palácios foram destruídos. Em 1611, foi transformado em um palácio oficial chamado Gyeongungung. O palácio ficou praticamente abandonado até o final do século XIX. Em 1897, Gojong declarou a criação do Império Coreano e fez de Gyeongungung o principal palácio do império. Ele tentou fazer do palácio um símbolo dos esforços da Coreia para se modernizar. Ele expandiu rapidamente adquirindo terras de propriedades próximas e construindo novos edifícios nos estilos coreano e ocidental. Sob sua gestão, os principais edifícios do palácio, Junghwajeon e Seokjojeon, foram construídos. Apesar de seus esforços para manter a Coreia independente, ele foi forçado a abdicar em 1907 e a Coreia foi colonizada pelo Japão em 1910. Ele viveu no palácio até sua morte em 1919. Após a morte de Gojong, o governo colonial agiu rapidamente para vender e desmantelar a propriedade do palácio. Em 1930, restavam 18 dos edifícios originais. Em 1933, o palácio foi transformado em parque público. Em 1938, uma Ala Oeste foi construída para Seokjojeon e, juntos, os dois edifícios se tornaram o  ko . Após esses esforços para abrir o palácio ao público, apenas 8 dos edifícios originais permaneceram.
Mesmo décadas após a libertação da Coreia em 1945, o palácio continuou a funcionar como um parque público, com alguns projetos de obras públicas alterando ou diminuindo ainda mais o tamanho do palácio. Um estudioso estimou que o tamanho atual do palácio é 1/3 do seu tamanho. Os esforços para restaurar sua aparência pré-colonial começaram na década de 1980. Em 2004, um plano abrangente para restaurar aspectos do palácio foi promulgado. Como parte desse plano, vários edifícios e estruturas foram recriados ou movidos de volta para seus locais originais pré-coloniais com base em pesquisas históricas.

## História
O local que o palácio ocupa atualmente continha o túmulo da rainha Sindeok, segunda esposa do rei fundador de Joseon, Taejo (r. 1392–1398). Durante o reinado de Taejong (r. 1400–1418), o túmulo foi movido para outro lugar. O Grande Príncipe Wolsan, irmão mais velho do Rei Seongjong, construiu sua residência na área. Nos estágios iniciais da Guerra Imjin de 1592–1598, o Rei Seonjo fugiu de Seul. Na sua ausência, os palácios da cidade foram destruídos pelo fogo.   Ao retornar a Seul em 1593, ele permaneceu na área, que foi apelidada de Jeongneung-dong Haenggung ( hangul: 정릉동 행궁; hanja: 貞陵洞行宮 ). Ele viria a padecer ali.

Durante grande parte do período Joseon posterior, Gyeongungung foi considerado como tendo instalações menores e, portanto, não foi amplamente utilizado pela família real coreana. O palácio foi renovado em 1679 e visitado quatro vezes pelo Rei Yeongjo entre 1748 e 1775.  Um artigo na Enciclopédia da Cultura Coreana argumenta que foi desconsiderado a ponto de não aparecer em vários mapas tardios de Joseon. Após o fracassado Golpe de Gapsin em 1884, várias missões estrangeiras receberam permissão para se estabelecer ao redor de Gyeongungung. Em 1893, o monarca coreano Gojong realizou uma cerimônia em Gyeongungung para comemorar o 300º aniversário do retorno de Seonjo a Seul. Historiador An Chang-mo ( hangul: 안창모 ) argumenta que o palácio continha simbolismo para Gojong como um lugar onde o monarca ficava durante uma crise de invasão estrangeira.

### Período do Império Coreano

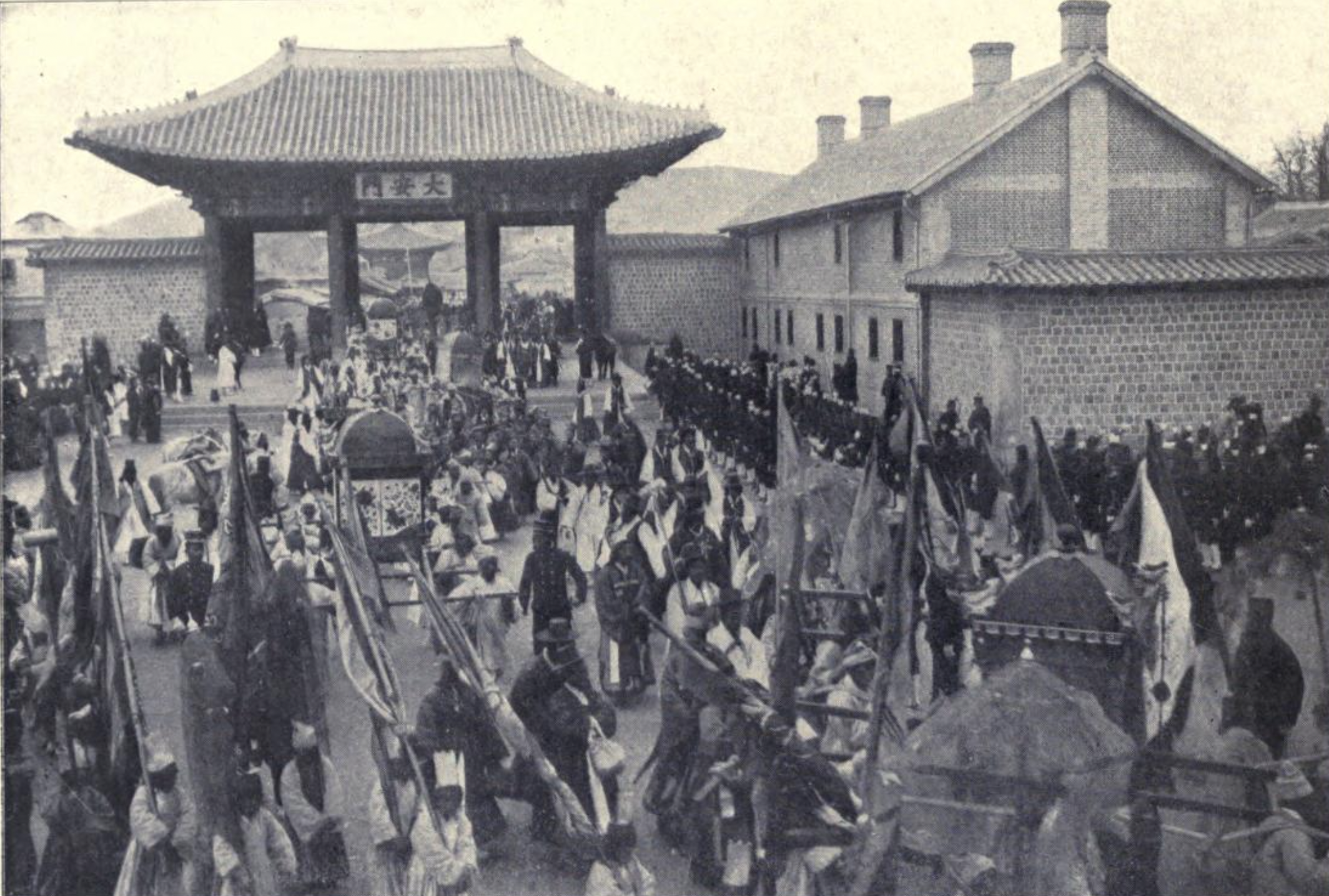
Uma procissão imperial passando pelo portão Daeanmun (1899)

Após o assassinato da rainha coreana Min em 1895, o monarca coreano Gojong fugiu para a segurança da legação russa no início de 1896.  Em vez de retornar a Gyeongbokgung, onde Min havia sido assassinado, Gojong escolheu fazer de Gyeongungung sua residência por sua proximidade com as legações, que ele acreditava que poderiam ajudá-lo a se proteger do Japão. Na época, o palácio tinha apenas um pequeno número de edifícios. Cerca de uma semana após sua chegada à legação, ele começou a ordenar a renovação e expansão de Gyeongungung. A primeira rodada de reformas foi concluída em 28 de setembro de 1896. Eles então realizaram um funeral de estado para Min, que foi postumamente apelidada de Imperatriz Myeongseong, onde seus restos mortais foram transferidos de Gyeongbokgung para Gyeongungung. Em 20 de fevereiro de 1897, Gojong deixou a legação russa e mudou-se para Gyeongungung. Nesse ano, ele ordenou que a infraestrutura rodoviária ao redor do palácio fosse significativamente reconstruída. Após coroar-se imperador numa cerimónia na vizinha Hwangudan, a 13 de Outubro de 1897, proclamou oficialmente o Império Coreano.

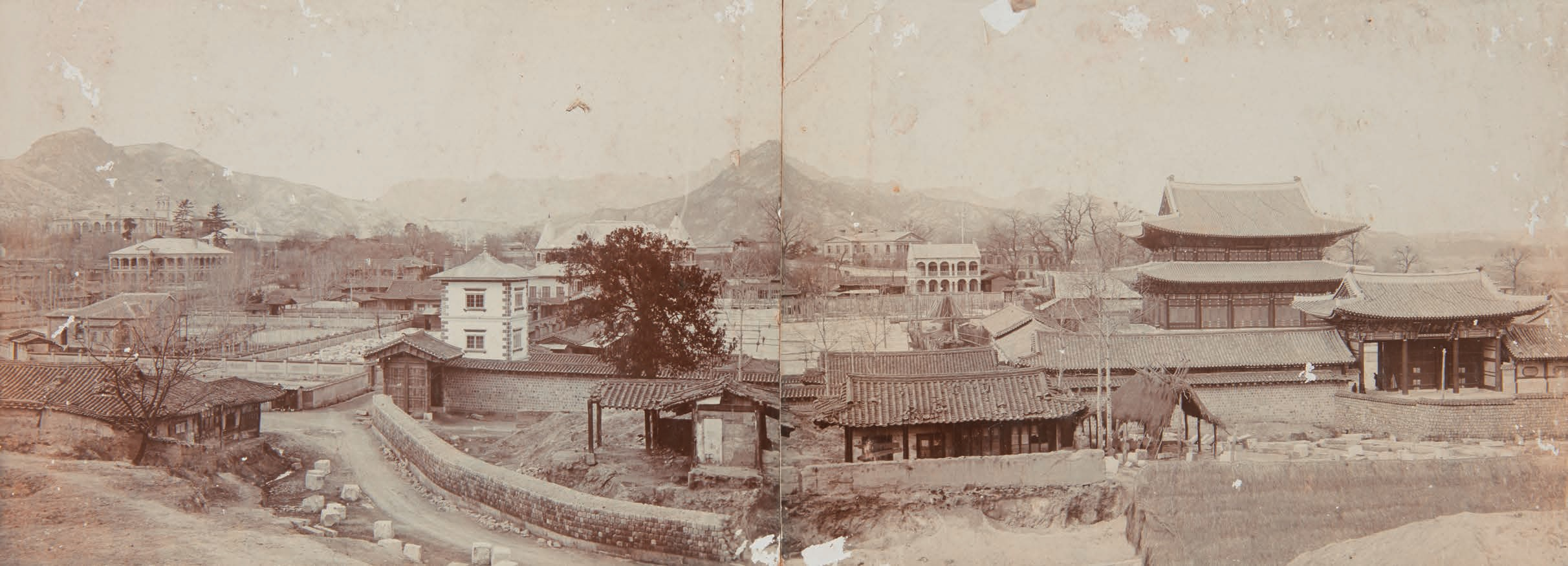
Vista do palácio do sul, antes do incêndio (1902)

Em 14 de abril de 1904, um incêndio de grandes proporções começou em Hamnyeongjeon. O incêndio destruiu a maioria dos edifícios, incluindo Jungmyeongjeon, Seogeodang e Jeokjodang. Vários edifícios no lado norte, nordeste e leste do palácio foram poupados do incêndio. Vários objetos de valor foram destruídos, mas apenas alguns foram resgatados. A maioria dos ministros de Gojong e o ministro japonês aconselharam Gojong a retornar a Gyeongbokgung, mas Gojong recusou. Os trabalhos de restauração começaram no dia seguinte. Os custos de reparação eram enormes e excediam o orçamento anual total do Império Coreano. Em 1905, os edifícios Jeukjodang, Seogeodang, Gyeonghyojeon, Jungmyeongjeon, Heummungak e Hamnyeongjeon foram reconstruídos. Vários deles foram construídos menores do que sua forma original. Os portões Junghwamun e Jowunmun também foram concluídos naquele ano. Em 1906, o edifício principal Junghwajeon e o portão principal Daeanmun foram concluídos.
Em 1907, Gojong foi obrigado a abdicar em favor de seu filho, Sunjong. Em agosto de 1907, a cerimônia de coroação de Sunjong foi um evento relativamente simples realizado em Dondeokjeon. Depois, Sunjong usou Changdeokgung como seu palácio principal, possivelmente a mando dos japoneses, que desejavam isolá-lo de Gojong.

### Período colonial
Em maio de 1912, a estrada adjacente Taepyeongno foi forçada a cortar diretamente o lado leste do palácio.   O portão Podeokmun, os edifícios adjacentes e a grande praça em frente a Daehanmun foram demolidos.  A parede leste do palácio foi empurrada para dentro. Várias antigas casas de hóspedes do palácio tornaram-se separadas do palácio; estas estenderam-se até ao que é hoje a Seoul Plaza.

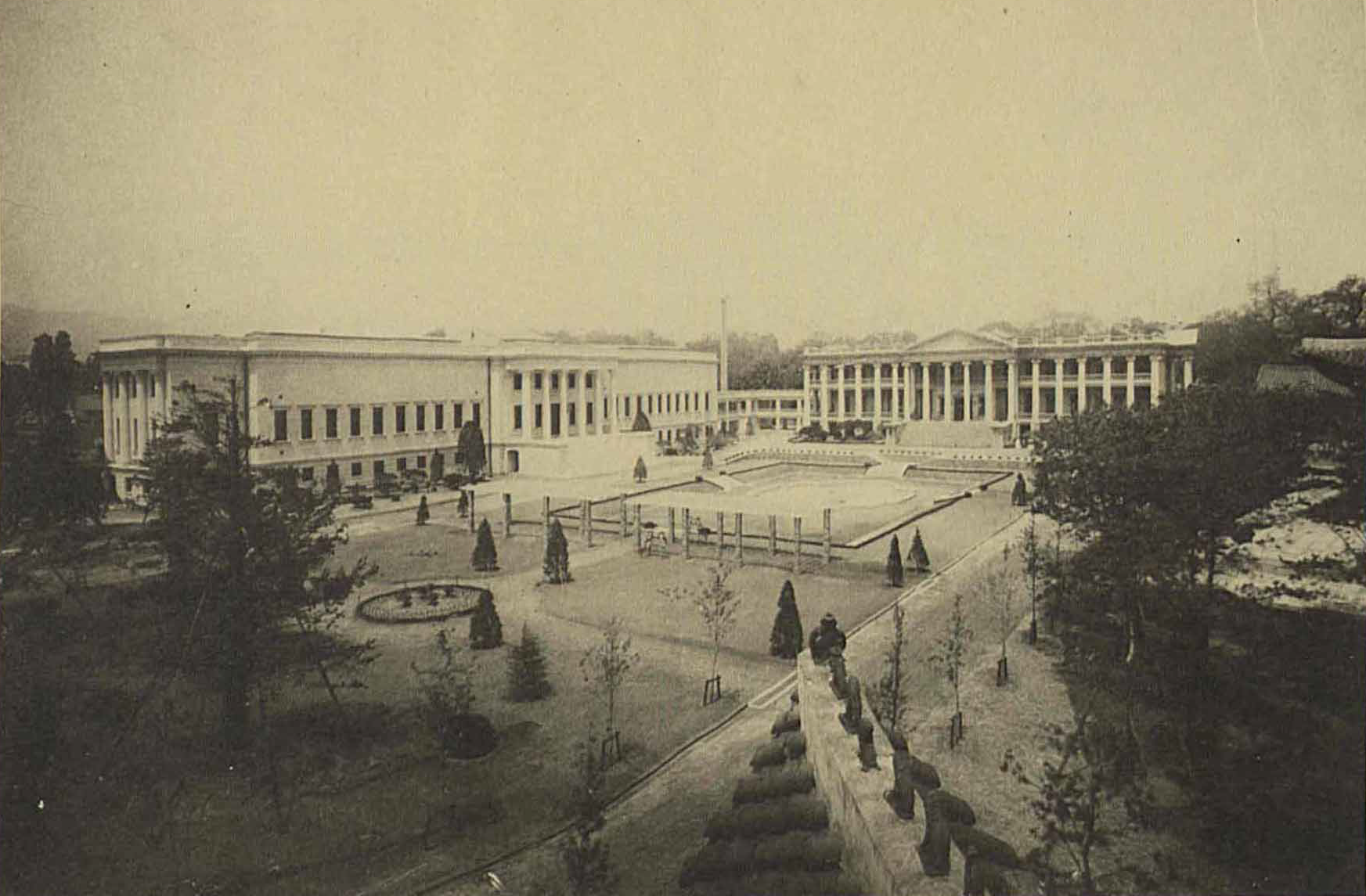
Seokjojeon e sua recém-construída Ala (1938)

Em maio de 1931, o Gabinete da Dinastia Yi anunciou que 10 000 pyeong (33 000 m2)   de Deoksugung seria transformado em um parque público chamado "Central Park" (hangul: 중앙공원; hanja: 中央公園 ).   Após cerca de um ano de obras, foi aberto ao público em 1º de outubro de 1933. Dez edifícios foram removidos do palácio. As antigas casas de hóspedes restantes que foram separadas do palácio durante a expansão de Taepyeongno foram demolidas em 1933. Foram criados planos para uma piscina no lugar de Dondeokjeon, que poderia ser usada como pista de patinação durante o inverno. O plano foi considerado muito ofensivo ao legado do palácio e foi descartado. As alterações no palácio durante este processo estão entre as mais significativas da história do palácio. Um recurso de água foi movido de outro palácio Changdeokgung para o jardim em frente a Seokjojeon. Os jardins do palácio foram significativamente renovados; apenas algumas árvores e elementos decorativos persistiram até o presente. Várias peônias foram plantadas no parque. Elas se tornaram uma atração popular durante o período colonial e mesmo após a libertação. Eles foram substituídos em 1985 por pinheiros e azáleas, depois de ter sido determinado que eram um produto do período colonial.

### Pós-libertação
Logo após a libertação da Coreia em 1945, o Museu de Arte da Família Real Yi mudou seu nome para Museu de Arte Deoksugung. Em março de 1946, o Governo Militar do Exército dos Estados Unidos na Coreia tomou Seokjojeon e designou-a como sede da  ko . Eles realizaram uma reunião importante sobre a questão da reunificação coreana em 20 de março de 1946. O Governo Provisório Coreano que regressou utilizou o edifício para uma série de reuniões. A comissão conjunta foi dissolvida em outubro de 1947.
Durante a Guerra da Coreia de 1950-1953, o palácio foi amplamente poupado dos danos da guerra, embora o interior de Seokjojeon tenha sido destruído pelo fogo. Durante a Segunda Batalha de Seul, soldados norte-coreanos se reuniram no palácio. O tenente americano James Hamilton Dill persuadiu os seus superiores a não bombardearem o palácio devido à sua herança cultural. Em 1996, depois que esta história chegou ao conhecimento do governo sul-coreano, ele recebeu uma placa de gratidão.

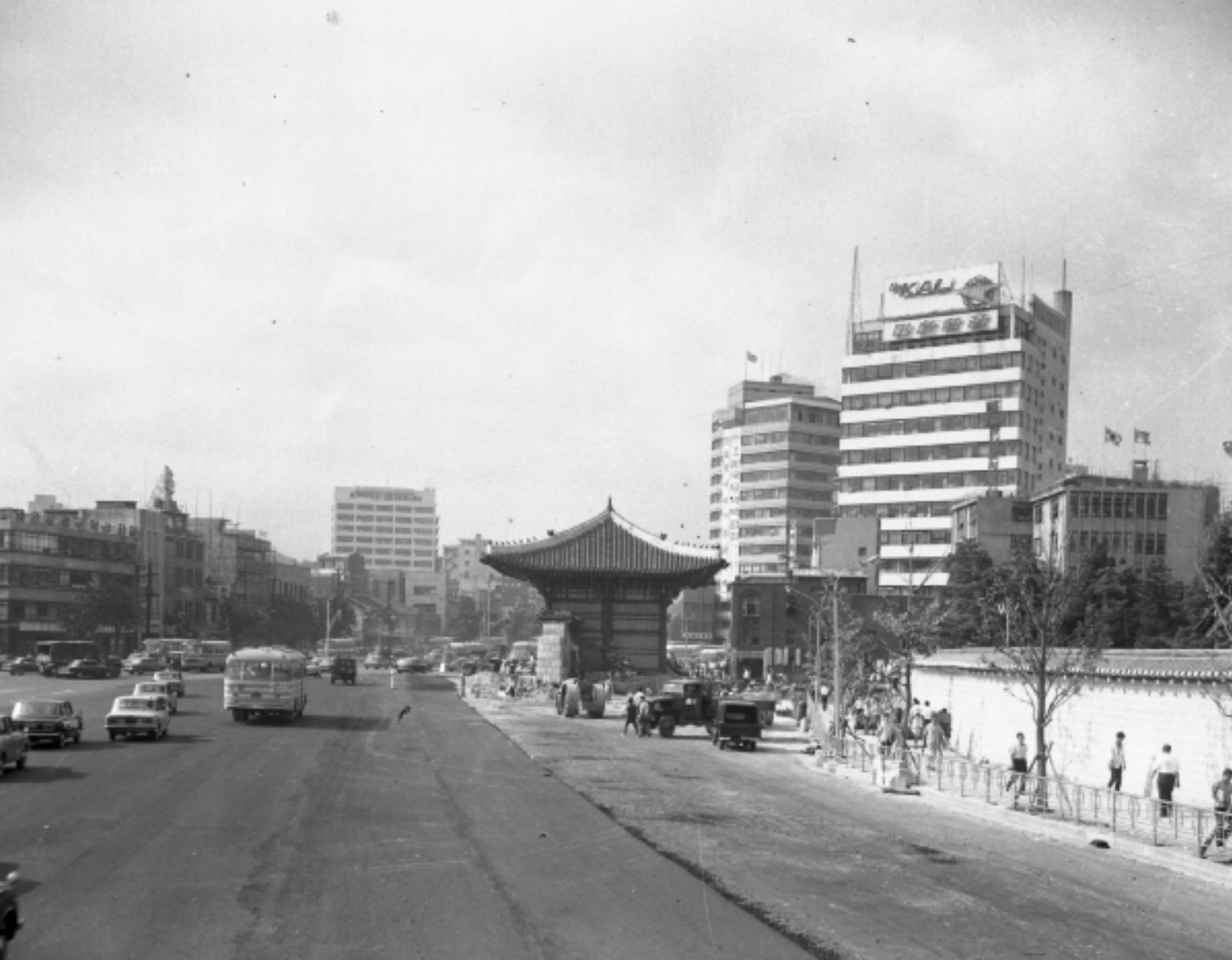
Daehanmun (1968)

Em 1961, um projeto para expandir a estrada próxima Taepyeongno afetou o palácio. Os muros do palácio foram derrubados e substituídos por uma cerca transparente. Em 1968, os muros foram ainda mais recuados durante outro programa de expansão de estradas. Daehanmun inicialmente não foi empurrado para trás junto com o muro, e ficou preso na estrada. De agosto de 1970 a janeiro de 1971, o portão foi movido para dentro do muro, até sua localização atual.
A partir da década de 1980, começaram a ser feitos esforços para restaurar o palácio ao seu estado pré-colonial. Em 2004, um plano para isso, intitulado Plano Básico de Restauração e Manutenção Deoksugung ( hangul: 덕수궁 복원정비기본계획 ), foi elaborado.   Como parte destes esforços, Jungmyeongjeon foi restaurado em 2009, Seokjojeon foi restaurado em 2014, e Gwangmyeongmun foi transferido de volta para sua localização original em 2018.